# Virus assistant
Un virus assistant, ou virus auxiliaire,  est un virus intervenant dans la production de copies d'un vecteur viral dépendant, qui n'a pas la capacité de se répliquer de lui-même. Le virus assistant infecte les cellules en même temps que le vecteur viral et fournit les enzymes nécessaires pour la réplication du génome de ce dernier.
Un exemple classique de virus assistant est le virus de l'hépatite B qui est nécessaire pour la réplication et l'expression du virus de l'hépatite D. 